# برازي رباعي
البرازي الرباعي أو البوهن الرباعي ويسمى أيضاً شجرة الفول السوداني (باللاتينية: Sterculia quadrifida) و(بالإنجليزية: Peanut tree)‏، هو نوع شجري ينتمي إلى جنس البوهن من الفصيلة الخبازية.

## البيئة والانتشار
موطنه نيو ساوث ويلز في أستراليا.